# Пишина
Пишина (итал. Piscina) — коммуна в Италии, располагается в регионе Пьемонт, в провинции Турин.
Население составляет 3146 человек (2008 г.), плотность населения составляет 320 чел./км². Занимает площадь 10 км². Почтовый индекс — 10060. Телефонный код — 0121.
Покровителем коммуны почитается святой Грат Аостский, празднование 7 сентября.

## Демография
Динамика населения:

## Города-побратимы
- Суарди, Аргентина (2006)

## Администрация коммуны
- Официальный сайт: http://www.comune.piscina.to.it/ Архивная копия от 31 июля 2010 на Wayback Machine